# Irene Gonzaga Sarmento

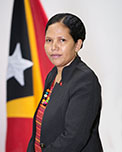
Irene Gonzaga Sarmento

Irene Gonzaga Sarmento (* 2. April 1986 in Manatuto, Bobonaro, Osttimor) ist eine osttimoresische Politikerin. Sie ist Mitglied der Kmanek Haburas Unidade Nasional Timor Oan (KHUNTO).

## Werdegang
Sarmento hat die Sekundarschule abgeschlossen.
Bei den Parlamentswahlen 2012 auf Platz 12 und 2017 auf Platz 6 der Wahlliste der KHUNTO scheiterte Sarmento und auch im darauffolgenden Jahr, bei den vorgezogenen Neuwahlen am 12. Mai, verpasste sie knapp den Einzug in das Parlament auf Listenplatz 36 der Aliança para Mudança e Progresso (AMP), der gemeinsamen Liste von CNRT, PLP und KHUNTO. Ende Juni rückte Sarmento aber für Abgeordnete in das Parlament nach, die ihren Sitz für ein Regierungsamt aufgaben. Sie wurde Mitglied der parlamentarischen Kommission für Infrastruktur (Kommission E).
Bei den Parlamentswahlen 2023 gelang Sarmento auf Listenplatz 7 der KHUNTO der Wiedereinzug nicht, da die Partei nur fünf Sitze gewann. Hier wurde sie nun Sekretärin der Kommission für Infrastruktur (Kommission E).